# Convocazioni alla Coppa panamericana femminile di pallavolo 2024
Elenco delle giocatrici convocate per la Coppa panamericana 2024.

## Argentina
| N° | Nome                  | Ruolo | Data di nascita   | Squadra             |
| -- | --------------------- | ----- | ----------------- | ------------------- |
| -  | Facundo Morando       | All.  | 11 aprile 1988    | ASKÖ Linz-Steg      |
| 1  | Elina Rodríguez       | S     | 11 febbraio 1997  | Fluminense          |
| 2  | Emilia Balagué        | P     | 8 dicembre 2004   | Estudiantes         |
| 5  | Candela Salinas       | S     | 23 maggio 2000    | Boca Juniors        |
| 7  | Nicole Pérez          | S     | 1º aprile 2004    | CEF 5               |
| 8  | Keila Llanos          | L     | 17 ottobre 2003   | CEF 5               |
| 9  | Bianca Cugno          | O     | 22 aprile 2003    | Levallois Paris     |
| 10 | Daniela Bulaich       | S     | 5 settembre 1997  | Alba                |
| 11 | Bianca Farriol        | C     | 18 dicembre 2001  | Olympiakos          |
| 12 | Avril García          | C     | 26 settembre 2004 | CEF 5               |
| 14 | Victoria Mayer        | P     | 19 giugno 2001    | Mulhouse            |
| 17 | Candelaria Herrera    | C     | 28 gennaio 1999   | Levallois Paris     |
| 18 | Martina Bednarek      | O     | 21 luglio 2006    | San Lorenzo         |
| 19 | Brenda Graff          | C     | 20 luglio 1994    | Prōtathlītōn Peukōn |
| 20 | María Agostina Pelozo | L     | 19 novembre 1999  | Sonder              |

## Canada
| N° | Nome                | Ruolo | Data di nascita   | Squadra          |
| -- | ------------------- | ----- | ----------------- | ---------------- |
| -  | Shannon Winzer      | All.  | ?                 | -                |
| 1  | Katerina Georgiadis | L     | 7 gennaio 2002    | Santa Clara      |
| 6  | Lauren Attieh       | S     | 28 agosto 2002    | Fraser Valley    |
| 7  | Layne Van Buskirk   | C     | 19 febbraio 1998  | Vegas Thrill     |
| 16 | Abagayle Guezen     | S     | 28 settembre 2005 | Alberta          |
| 18 | Julia Arnold        | L     | 24 marzo 2001     | Manitoba         |
| 20 | Lucy Borowski       | O     | 7 maggio 2003     | British Columbia |
| 21 | Avery Heppell       | C     | 25 marzo 1998     | Benfica          |
| 22 | Averie Allard       | P     | 21 aprile 1999    | Lugano           |
| 23 | Emma Boyd           | C     | 18 novembre 2002  | Mount Royal      |
| 27 | Nyadholi Thokbuom   | C     | 9 giugno 2000     | Tchalou          |
| 28 | Raya Surinx         | S     | 5 settembre 2004  | Manitoba         |
| 31 | Jasmine Rivest      | S     | 28 settembre 2001 | Coastal Carolina |
| 34 | Gabrielle Attieh    | S     | 17 dicembre 1998  | Fraser Valley    |
| 35 | Isabella Noble      | P     | 25 marzo 2003     | Erfurt           |

## Cile
| N° | Nome                  | Ruolo | Data di nascita   | Squadra         |
| -- | --------------------- | ----- | ----------------- | --------------- |
| -  | Eduardo Guillaume     | All.  | ?                 | -               |
| 2  | Florencia Giglio      | S     | 20 gennaio 2004   | Regatas Lima    |
| 3  | Camila Donoso         | L     | 25 gennaio 2003   | Murano          |
| 4  | Beatriz Novoa         | S     | 5 febbraio 2001   | JAV Olímpico    |
| 7  | Dominga Aylwin        | S     | 3 novembre 2005   | Paranaense      |
| 8  | Daniela Maureira      | S     | 3 gennaio 2004    | Colo-Colo       |
| 10 | Camila Mendoza        | C     | 15 luglio 1998    | Boston College  |
| 11 | Laura Cisternas       | C     | 18 gennaio 1995   | Stadio Italiano |
| 12 | Isabella Vallebuona   | P     | 12 febbraio 2002  | Alemán          |
| 13 | Esperanza Basualto    | C     | 7 gennaio 2004    | Stadio Italiano |
| 15 | Petra Schwartzman     | O     | 22 luglio 2005    | Boston College  |
| 18 | María Ignacia Nielsen | C     | 20 dicembre 2005  | Lincoln College |
| 19 | Rocío Numair          | O     | 1º dicembre 2006  | Estadio Español |
| 24 | Valentina González    | P     | 29 luglio 1997    | Stadio Italiano |
| 44 | Carla Ruz             | L     | 26 settembre 1991 | La Pintana      |

## Colombia
| N° | Nome                  | Ruolo | Data di nascita   | Squadra                   |
| -- | --------------------- | ----- | ----------------- | ------------------------- |
| -  | Hernán Osorio         | All.  | ?                 | -                         |
| 1  | Valentina Gaviria     | O     | 23 gennaio 2003   | Circolo Sportivo Italiano |
| 2  | Manuela Sierra        | S     | 16 agosto 1998    | Vllaznia                  |
| 3  | Dayana Segovia        | O     | 24 marzo 1996     | Haris                     |
| 4  | Laura Pascua          | S     | 21 dicembre 2002  | Kiele                     |
| 5  | Ana Karina Olaya      | S     | 13 settembre 2002 | UNI Opole                 |
| 6  | Valerin Carabalí      | C     | 25 ottobre 2000   | Nyíregyháza               |
| 8  | Laura Zapata          | L     | 8 maggio 2005     | Risaralda                 |
| 9  | Danny Mesa            | S     | 24 aprile 2004    | Antioquia                 |
| 11 | Karen Renteria        | S     | 10 ottobre 2003   | Valle del Cauca           |
| 12 | Libys Marmolejo       | C     | 9 maggio 1992     | Tenuun-Ogoo               |
| 13 | Camila Gómez          | L     | 6 luglio 1995     | Grand Rapids Rise         |
| 14 | Angie Velásquez       | P     | 13 giugno 2000    | Kiele                     |
| 15 | María Alejandra Marín | P     | 4 novembre 1995   | RC Cannes                 |
| 16 | Melissa Rangel        | C     | 16 ottobre 1994   | Rebaza Acosta             |

## Costa Rica
| N° | Nome                  | Ruolo | Data di nascita   | Squadra       |
| -- | --------------------- | ----- | ----------------- | ------------- |
| -  | Pablo Acuña           | All.  | 11 ottobre 1988   | -             |
| 4  | Julissa Rodríguez     | C     | 13 febbraio 2000  | Santa Bárbara |
| 5  | Tamara Espinoza       | L     | 15 gennaio 2000   | Goicoechea    |
| 7  | Yuliana González      | P     | 7 giugno 1995     | Santa Bárbara |
| 8  | Sheyla Álvarez        | P     | 15 luglio 2006    | San Carlos    |
| 9  | Santa Volkova         | S     | 22 marzo 2000     | UNA           |
| 11 | Tatiana Sayles        | S     | 1º agosto 1997    | San José      |
| 12 | Jezrel Cabezas        | O     | 30 ottobre 2006   | Santa Bárbara |
| 14 | Ana Rojas             | O     | 14 maggio 2002    | Santa Bárbara |
| 16 | Melina Abarca         | S     | 21 settembre 2005 | Siquirres     |
| 17 | María Fernanda Alfaro | C     | 24 luglio 1996    | San José      |
| 18 | Danna León            | C     | 15 febbraio 2006  | San José      |
| 20 | Priscilla Alfaro      | S     | 11 marzo 2003     | UNA           |

## Cuba
| N° | Nome               | Ruolo | Data di nascita  | Squadra             |
| -- | ------------------ | ----- | ---------------- | ------------------- |
| -  | Leivis García      | All.  | ?                | -                   |
| 2  | Dezirett Madán     | O     | 10 dicembre 2002 | Roma Club           |
| 4  | Lianet García      | S     | 24 dicembre 2004 | Las Tunas           |
| 5  | Dayana Martínez    | C     | 19 ottobre 2002  | Cienfuegos          |
| 6  | Yalain de la Peña  | O     | 6 settembre 2003 | Ciudad Habana       |
| 8  | Yanileydis Sánchez | L     | 22 febbraio 1996 | Hồ Chí Minh         |
| 9  | Brenda Ferrer      | P     | 22 gennaio 2005  | Focşani             |
| 10 | Alejandra Gómez    | S     | 3 gennaio 2005   | Camagüey            |
| 12 | Yamilena Ruiz      | L     | 31 gennaio 2003  | Camagüey            |
| 15 | Jessica Aguilera   | C     | 25 maggio 1999   | Lamias 2013         |
| 17 | Evilania Martínez  | S     | 11 gennaio 2000  | Atom-Kursk          |
| 19 | Laura Suárez       | C     | 13 dicembre 1998 | JAV Olímpico        |
| 21 | Whitney James      | S     | 21 febbraio 2005 | Újpest              |
| 24 | Thalía Moreno      | P     | 10 aprile 2002   | Prōtathlītōn Peukōn |

## Messico
| N° | Nome                     | Ruolo | Data di nascita  | Squadra          |
| -- | ------------------------ | ----- | ---------------- | ---------------- |
| -  | Nicola Negro             | All.  | 10 gennaio 1980  | Minas            |
| 1  | Ashly Morales            | P     | 3 agosto 2007    | Distrito Federal |
| 3  | Sara Cantu               | C     | 10 agosto 2004   | ITESM Chihuahua  |
| 4  | María Fernanda Rodríguez | O     | 23 giugno 1997   | Évreux           |
| 6  | Grecia Castro            | S     | 5 marzo 2001     | -                |
| 7  | Uxue Guereca             | S     | 12 febbraio 2001 | New Mexico       |
| 10 | Daniela Siller           | S     | 25 marzo 2000    | Nuevo León       |
| 11 | Jocelyn Urías            | C     | 16 febbraio 1996 | Târgoviște       |
| 12 | Joseline Landeros        | L     | 20 dicembre 2000 | Abşeron          |
| 15 | Paola Rivera             | P     | 22 maggio 1999   | Indomables       |
| 16 | Angela Muñoz             | L     | 10 novembre 2000 | Tigrillas UANL   |
| 24 | Melissa Garciglia        | S     | 6 febbraio 2000  | ITESM Chihuahua  |
| 25 | Alejandra García         | C     | 1º dicembre 2001 | ITESM Chihuahua  |
| 33 | Karina Flores            | C     | 16 agosto 1998   | -                |

## Perù
| N° | Nome                  | Ruolo | Data di nascita   | Squadra                   |
| -- | --------------------- | ----- | ----------------- | ------------------------- |
| -  | Walter Lung           | All.  | ?                 | Circolo Sportivo Italiano |
| 2  | Diana de la Peña      | C     | 7 giugno 1999     | Alianza Lima              |
| 3  | María Paula Rodríguez | O     | 17 marzo 2002     | Latino Amisa              |
| 4  | Cristina Cuba         | P     | 4 giugno 1996     | Regatas Lima              |
| 5  | Besna Villegas        | L     | 30 ottobre 1999   | Circolo Sportivo Italiano |
| 6  | Aixa Vigil            | S     | 23 settembre 2001 | Alianza Lima              |
| 8  | Kiara Vicente         | S     | 7 ottobre 2002    | Deportivo Géminis         |
| 10 | Mirian Patiño         | L     | 28 marzo 1990     | Regatas Lima              |
| 11 | Kiara Montes          | S     | 13 gennaio 2001   | Regatas Lima              |
| 13 | María José Rojas      | P     | 12 luglio 2003    | Deportivo Jaamsa          |
| 14 | Claudia Palza         | C     | 4 luglio 2001     | Deportivo Géminis         |
| 15 | Karla Ortiz           | S     | 20 ottobre 1991   | Regatas Lima              |
| 16 | Lesly Johansson       | C     | 16 giugno 2000    | Circolo Sportivo Italiano |
| 18 | Ysabella Sánchez      | S     | 2 luglio 1999     | Alianza Lima              |
| 20 | Estefany Mariñas      | S     | 18 marzo 2004     | Deportivo Géminis         |

## Porto Rico
| N° | Nome                  | Ruolo | Data di nascita   | Squadra                 |
| -- | --------------------- | ----- | ----------------- | ----------------------- |
| -  | José Mieles           | All.  | ?                 | Mets de Guaynabo        |
| 2  | Shara Venegas         | L     | 18 settembre 1992 | San Diego Mojo          |
| 3  | Valeria León          | L     | 21 novembre 1995  | Columbus Fury           |
| 4  | Dariana Hollingsworth | O     | 17 giugno 1999    | Terville Florange       |
| 5  | Wilmarie Rivera       | P     | 14 febbraio 1997  | Orlando Valkyries       |
| 7  | Solimar Cestero       | S     | 8 settembre 2000  | Balatonfüred            |
| 10 | Diana Reyes           | C     | 29 aprile 1993    | Criollas de Caguas      |
| 12 | Neira Ortiz           | C     | 6 luglio 1993     | Cangrejeras de Santurce |
| 13 | Stephanie Rivera      | S     | 25 settembre 2000 | Mets de Guaynabo        |
| 14 | Chareika Carrión      | S     | 26 aprile 2005    | Criollas de Caguas      |
| 15 | Daniella González     | P     | 14 gennaio 2007   | Colegio Adianez         |
| 18 | Alba Hernández        | C     | 3 ottobre 1994    | VKP Bratislava          |
| 19 | Génesis Castillo      | O     | 7 marzo 1994      | Pinkin de Corozal       |
| 20 | Paula Cerame          | S     | 23 agosto 2000    | Orlando Valkyries       |
| 21 | Ivania Ortiz          | S     | 15 luglio 1999    | Columbus Fury           |

## Rep. Dominicana
| N° | Nome               | Ruolo | Data di nascita | Squadra           |
| -- | ------------------ | ----- | --------------- | ----------------- |
| -  | Marcos Kwiek       | All.  | 18 luglio 1967  | Tandara Caixeta   |
| 1  | Cándida Arias      | C     | 11 marzo 1992   | -                 |
| 2  | Yaneirys Rodríguez | L     | 26 giugno 2000  | -                 |
| 4  | Vielka Peralta     | S     | 13 aprile 1999  | Azərreyl          |
| 7  | Niverka Marte      | P     | 19 ottobre 1990 | -                 |
| 8  | Alondra Tapia      | O     | 19 maggio 2004  | Deportivo Géminis |
| 9  | Angélica Hinojosa  | C     | 10 gennaio 1997 | -                 |
| 11 | Geraldine González | C     | 18 aprile 2002  | -                 |
| 12 | Yokaty Pérez       | P     | 6 agosto 1998   | -                 |
| 15 | Madeline Guillén   | S     | 4 giugno 2001   | Göztepe           |
| 16 | Yonkaira Peña      | S     | 10 maggio 1993  | Minas             |
| 19 | Florangel Terrero  | C     | 3 gennaio 2003  | Deportivo Géminis |
| 22 | Samaret Caraballo  | S     | 8 luglio 1999   | Lugano            |
| 23 | Gaila González     | O     | 25 giugno 1997  | Kuzeyboru         |
| 25 | Larysmer Martínez  | L     | 18 ottobre 1996 | -                 |

## Stati Uniti
| N° | Nome                | Ruolo | Data di nascita   | Squadra           |
| -- | ------------------- | ----- | ----------------- | ----------------- |
| -  | Bradley Rostratter  | All.  | -                 | UC San Diego      |
| 4  | Logan Eggleston     | S     | 13 novembre 2000  | Galatasaray       |
| 5  | Kendall Kipp        | O     | 12 dicembre 2000  | Columbus Fury     |
| 6  | Serena Gray         | C     | 21 gennaio 2000   | Béziers           |
| 7  | Claire Hoffman      | S     | 24 febbraio 2000  | Béziers           |
| 8  | Amber lgiede        | C     | 8 gennaio 2001    | Roma Club         |
| 9  | Tia Jimerson        | C     | 30 giugno 1999    | Dresdner          |
| 12 | Breland Morrissette | C     | 27 novembre 1999  | Potsdam           |
| 13 | Ella May Powell     | P     | 19 luglio 2000    | Béziers           |
| 14 | Sarah Sponcil       | L     | 16 agosto 1996    | Grand Rapids Rise |
| 15 | Jaalia Winters      | S     | 26 luglio 1997    | Mulhouse          |
| 17 | Zoe Fleck           | L     | 29 settembre 2000 | Münster           |
| 19 | Jenna Gray          | P     | 28 febbraio 1998  | Minas             |
| 31 | Veronica Jones      | S     | 20 gennaio 1997   | Rio de Janeiro    |
| 34 | Stephanie Samedy    | O     | 27 settembre 1998 | Omaha Supernovas  |

## Suriname
| N° | Nome               | Ruolo | Data di nascita   | Squadra |
| -- | ------------------ | ----- | ----------------- | ------- |
| -  | Claudius Straal    | All.  | ?                 | -       |
| 5  | Cailynn Griffith   | S     | 27 ottobre 2006   | Yelyco  |
| 6  | Janneke Tammenga   | S     | 23 dicembre 1992  | Gideon  |
| 7  | Morena Leter       | C     | 29 luglio 1992    | Bazooka |
| 8  | Avaira Sengwai     | C     | 12 luglio 2005    | Marwina |
| 9  | Samara Van Kallen  | C     | 30 ottobre 1998   | Condor  |
| 10 | Esther Tammenga    | P     | 23 luglio 1999    | Gideon  |
| 14 | Chagnaz Frankel    | P     | 21 novembre 1994  | Yelyco  |
| 16 | Johanna Tammenga   | C     | 22 novembre 1989  | ?       |
| 17 | Chelleney Soedamah | L     | 27 maggio 2003    | Gideon  |
| 19 | Jose Ruth Tammenga | S     | 26 aprile 1997    | Gideon  |
| 24 | Livana Verheul     | O     | 21 settembre 2010 | SVV     |